# Herzog Huan von Zheng
Herzog Huan von Zheng (鄭桓公 / 郑桓公,  Zhèng Huán gōng; ?–771 v. Chr.), bzw. Ji You,  war der Gründer des alten chinesischen Staates Zheng im Jahr 806 v. Chr. Als im Jahr 771 v. Chr. die Quanrong 犬戎 die Zhou-Hauptstadt plünderten, wurde er zusammen mit seinem Neffen, König You von Zhou, getötet.